# Google+
Google+ (abreviado G+, e pronunciado Google Plus ou Google Mais) foi uma mídia social e serviço de identidade mantido pela Google LLC.
Foi criada em 2011 ainda em uma fase de testes por convite. No dia seguinte, os usuários existentes foram autorizados a convidar amigos acima dos 18 anos para criar suas próprias contas.
Construída para agregar serviços do Google, como Google Account, Google Fotos, Play Store, Youtube e Gmail, também introduz muitas características novas, incluindo Círculos (grupos de amigos), Sparks (sugestões de conteúdo), Hangouts (chat individual ou em grupo por texto, ou vídeo) e Hangouts On Air (transmissões ao vivo via YouTube). Ainda em período de testes fechados, alcançou 10 milhões de usuários. O lançamento foi realizado em 31 de julho de 2011.
O serviço foi lançado como um "teste de software" através de convites somente em junho de 2011. No início, os convites logo foram suspensos devido a uma "demanda insana" para novas contas. Em 20 de setembro de 2011, o Google+ foi aberto a todos com 18 de idade ou mais velhos, sem a necessidade de um convite. Mais tarde, a rede social foi aberta para um faixa etária mais jovem (+13 anos nos Estados Unidos e na maioria dos países, +14 na Coreia do Sul e na Espanha e +16 nos Países Baixos) em 26 de janeiro de 2012.
O Google+ integrava serviços sociais (como o Google Profiles) e introduziu novos serviços identificados como Circles, Hangouts e Sparks. O Google+ foi a quinta rede social da empresa, seguindo o Google Buzz (lançado em 2010, descontinuado em 2011), o Google Wave (lançado em 2009, descontinuado em 2012), o Google Friend Connect (lançado em 2008, descontinuado em março de 2012) e o Orkut (lançado em 2004, descontinuado em setembro de 2014).
Em novembro de 2011, o Google+ foi integrado no processo de criação da conta para outros serviços do Google, como o Gmail. De acordo com a análise independente do seu crescimento em dezembro de 2011, o local foi a adição de um número estimado de 625.000 novos usuários por dia, que podem totalizar 400 milhões de membros até o final de 2012.
Em 30 de janeiro de 2019, o Google anunciou a desativação de todas as contas pessoas do Google+ em um email enviado a todos os usuários do Google+. Em fevereiro de 2019 o Google enviou novamente esse email, e também colocou um aviso online numa faixa amarela na página do Google+. O Google informou que no dia 2 de abril de 2019, todas as contas do Google+ e todas as páginas do Google+ que os usuários criaram seriam desativadas para sempre, e que todos os conteúdos das contas pessoais do Google+ seriam excluídos. As fotos e os vídeos do Google+ no Arquivo dos álbuns e as páginas do Google+ também seriam excluídas sem serem salvas automaticamente. A partir de 4 de fevereiro de 2019, não foi mais possível criar perfis, páginas, comunidades ou eventos do Google+. O Google+ ainda está disponível nos modelos menos recentes.

## História
O serviço foi lançado em 28 de junho de 2011 apenas para convidados. No dia seguinte, os usuários convidados foram autorizados a convidarem amigos que tinham mais de 18 anos para criarem suas próprias contas. Este foi suspenso no dia seguinte devido a uma "demanda insana" para as contas.
Em 14 de julho de 2011, o Google anunciou que o Google+ tinha alcançado 10 milhões de usuários apenas duas semanas após o lançamento de uma fase experimental "limitada". Após quatro semanas de operação, a rede social atingiu 25 milhões de visitantes únicos. Baseado numa pesquisa realizada pela ComScore, o país com maior número de membros foi os Estados Unidos, seguido pela Índia. Em outubro de 2011, de acordo com Larry Page, um dos criadores do Google, falou que o serviço atingiu 40 milhões de usuários; E, depois de quase três meses de operação, atingiu 50 milhões de usuários; e até o final de 2011 o Google+ obtinha 90 milhões de usuários.
Em 6 de agosto de 2011, cada membro do Google+ tinha 150 convites, mas em 20 de setembro de 2011, o Google+ foi aberto a todos que se declararem obter mais de 18 anos ou mais velhos, sem a necessidade de um convite. Depois que o Google+ veio a público, os menores de 18 anos não foram autorizados a se inscrever na rede social.
No lançamento inicial, as contas do Google Apps não poderiam ser usadas no Google+, devido à falta de suporte para o Google Profiles. Em 27 de outubro, o Google anunciou que o Google+ agora poderia suportar os usuários do Google Apps (se o usuário administrador do domínio tiver habilitado o serviço).
Apesar de registar um crescimento elevado nos Estados Unidos e na Europa, o Google+ ainda não era indisponível na China.
Em menos de um dia, o Google+ foi disponibilizado para celulares iPhone se tornou o aplicativo gratuito mais popular na App Store.
Os primeiros a adotarem o Google+ têm sido principalmente membros do sexo masculino (71,24%). A faixa etária predominante (35%) é entre 25 e 34.
Uma pesquisa aponta que 13% dos adultos norte-americanos tornaram-se membros do Google+. É projetado pela rede social que ela consiga aumentar este número para 22% em um ano.
Em 7 de novembro de 2011, o Google lançou o Google+ Pages (+Páginas), o que permite que as empresas se conectem com os fãs de uma maneira similar às páginas do Facebook. Essas empresas receberão contas corporativas para iniciarem o compartilhamento de informações sobre si mesmo e convidar outras pessoas para se juntarem à conversa.
Em 26 de janeiro de 2012, o Google abriu a rede social para adolescentes. O limite de idade já tinha sido 18, mas o vice-presidente de Gestão de Produtos do Google, Bradley Horowitz, anunciou no Google+ que os usuários podem agora ser tão jovens quanto os de 13 anos.
De acordo com a Experian Hitwise, uma empresa de pesquisas da Internet, o número de visitas do Google+ nos Estados Unidos ultrapassou 49 milhões durante o período de um mês que termina 11 de dezembro de 2011, aumento de 55% em relação ao período de um mês que termina 11 de novembro de 2011.
Em 7 de dezembro de 2012, a rede social alcançou a marca de 250 milhões de usuários cadastrados, sendo que 135 milhões destes usuários são ativos.[carece de fontes?]

## Questões legais

### Ação coletiva
Em outubro de 2018, uma ação coletiva foi movida contra Google, Inc. e Alphabet Inc. devido a dados de contas do Google+ "não públicos" sendo expostos como resultado de um bug de privacidade que permitiu que desenvolvedores de aplicativos tivessem acesso a informações privadas dos usuários.
A litígio foi resolvida em julho de 2020 por $7,5 milhões, e 1.720.029 reclamantes receberam $2,15 cada.

## Encerramento do serviço
Para justificar a desativação do serviço, que seria temporária até então, o Google disse que isso se deve ao fato de 90% dos acessos diários ao Google+ não durarem mais de 5 segundos, o que pode e é considerado um fracasso.
Em 10 de dezembro de 2018, o Google anunciou que o Google+ será desativado pra sempre em abril de 2019.
Junto a esse comunicado, anunciou também que iria fazer a desativação de todas as contas pessoais do Google+ em email que foi enviado a todos os usuários do Google+. Em fevereiro de 2019 o Google enviou novamente esse email a todos os usuários e também colocou um aviso online dentro de uma faixa amarela na página do Google+.
O Google informou que no dia 2 de abril de 2019, todas as contas do Google+ e todas as páginas do Google+ que os usuários criaram seriam desativadas e todos o conteúdo das contas pessoais do Google+ seriam excluídos.
As fotos e os vídeos do Google+ no Arquivo dos álbuns e as páginas do Google+ também foram excluídas, os usuários, porém, puderam fazer o download e salvar seu conteúdo, bastando fazer isso antes da data de encerramento do serviço, que seria 31 de março de 2019.
Os usuários puderam baixar seus dados e conteúdo usando o serviço Google Takeout.
Fotos e vídeos armazenados em backup no Google Fotos foram mantidos. O Google informou também que o processo de exclusão de conteúdo das contas pessoais do Google+, das páginas do Google+ e do Arquivo dos álbuns demorará alguns meses, e o conteúdo talvez seja mantido durante esse período. Por exemplo, será possível que os usuários ainda vejam partes da conta do Google+ por meio do registro de atividades, e alguns conteúdos pessoais do Google+ podem permanecer visíveis para os usuários do G Suite até que a conta pessoal do Google+ seja excluída. E a partir de 4 de fevereiro de 2019, não será mais possível criar novos perfis, páginas, Comunidades ou eventos do Google+.

## Recursos

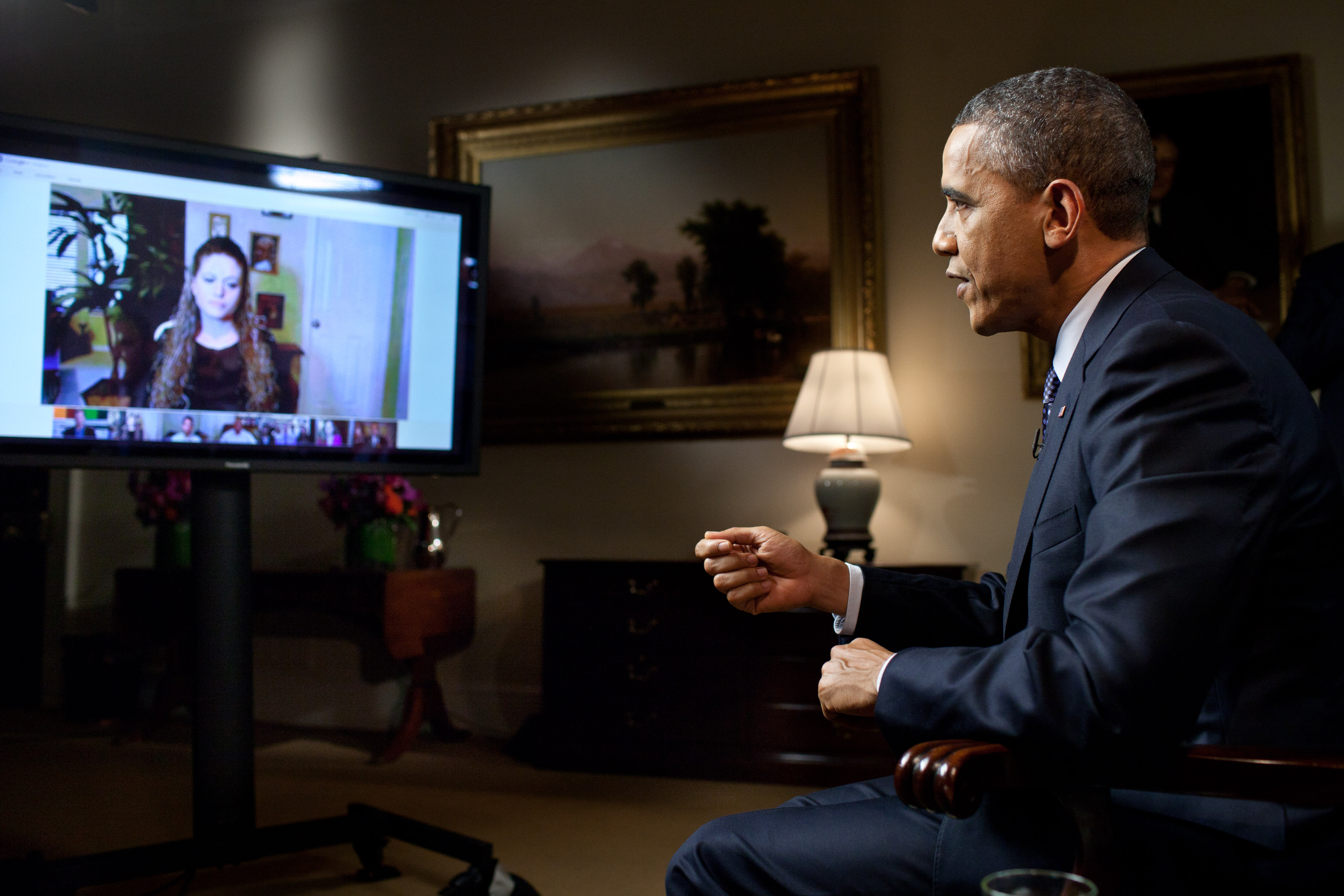
O Presidente Barack Obama respondendo a perguntas sobre o Estado da União, representada pelos cidadãos na primeira entrevista completamente virtual da Casa Branca. Transmitido ao vivo no site oficial da Casa Branca e na página da mesma no Google+ em 30 de janeiro de 2012, 17h30min.

- Círculos - permite aos usuários organizar contatos em grupos, em vários de seus produtos e serviços. A interface de arrastar e soltar permite que os usuários sejam organizados em grupos de sua escolha. Através de "Streams", os usuários podem ver as atualizações daqueles em seus círculos, semelhante ao "Feed de notícias" do Facebook. A página inicial permite que os usuários postem atualizações, fotos e vídeos, e compartilhem sites[43]
- Hangout On Air - são transmissões de vídeo via Youtube (com um máximo de 10 pessoas participando de um Hangout único em qualquer ponto do tempo). No entanto, qualquer pessoa na web pode potencialmente se juntar ao "Hangout" se possuir a URL original e assisti-lo.[43]
- Sparks - é um front-end para o Google Search, permitindo que usuário possa identificar tópicos que podem estar interessados em compartilhar com os outros[43]
- Instant Upload - Armazena fotos ou vídeos em um álbum privado para compartilhar mais tarde[43]
- Fotos - Reúne álbuns de fotos do usuário e oferece várias ferramentas de edição e retoques e "Auto awesome".
- Hangouts - Aplicativo para Android e iOS, que permite o envio de mensagens instantâneas, chamadas de áudio gratuitas de hangouts pra hangouts via Wi-Fi e vídeo-chamadas com até 10 pessoas no total.
- Jogos - O recurso foi descontinuado pelo Google em 30 de junho de 2013.
- Eventos - é um recurso que reúne todos os eventos de seus círculos, como festas de aniversários e outros e que é sincronizado com o Google Agenda.[44] Ao criar um evento no Google+ você pode convidar pessoas para participar, comentar sobre o evento e adicionar fotos em uma página que é criada para esse evento em particular. Você pode ainda ligar o "modo balada" no aplicativo do Google+ para que todas as suas fotos, durante a realização desse evento, sejam enviadas, junto com as fotos dos outros participantes, diretamente para a página desse evento no Google+.
- Comunidades - um recurso que o Google reviveu do Orkut tendo funções semelhantes e ainda podendo iniciar discussões, publicar no Stream, compartilhar para seus Círculos, planejar eventos, iniciar um Hangout, criar sua própria comunidade de forma pública ou privada, tudo de forma rápida e fácil.

## Maior impacto
A introdução do Google+ teve impacto no projeto de pesquisa do Google na web de serviços, devido à reformulação gráfica por Andy Hertzfeld. Houve refinamentos ao lado de especulação de um impacto muito maior quando o Google+ está totalmente implantado, incluindo alguns redesenhos do Google Maps, Gmail e Google Calendar.
Talvez as maiores mudanças virão para o Picasa Web Albums:
- Após alguém marcar, eles recebem uma notificação e podem ver a foto no álbum e afins
- Para novos álbuns, um álbum de algum usuário é compartilhado com outras pessoas
- Os álbuns de certo usuário são compartilhados e podem ser identificados e re-compartilhados por outros usuários
- Fotos de até 2048×2048 pixels e vídeos até 15 minutos não irão contar para a cota de armazenamento de 1 GB para os usuários do Google+ (que é 800×800 pixels para usuários não-Google +), criando "virtualmente ilimitado" de armazenamento para usuários móveis[50]

## Censura
No mesmo dia do lançamento do Google+, várias agências de notícias informaram que o Google+ foi bloqueado na China.